# ویتیشن
ویتیشن (به آلمانی: Wittichen) یک منطقهٔ مسکونی در آلمان است که در شنکنتسل واقع شده‌است.